# 無著
無著（無着 むじゃく / むぢゃく、梵: Asaṅga アサンガ、蔵: thogs med）は、インドの大乗仏教唯識派の学者。生没年は不詳である。

## 経歴
ガンダーラ国（現在のパキスタン、ペシャーワル地方）に誕生。父はカウシカ（Kauśika、憍尸迦）という名のバラモンで、無著はその長子であった。実弟の内、次男の方は世親（ヴァスバンドゥ）。三男の方は説一切有部の阿羅漢ヴィリンチヴァッツァ（比隣持跋娑、Viriñcivatsa）。兄弟全員が世親（ヴァスバンドゥ）という名前であるが、長男はアサンガ（無著）、三男はヴィリンチヴァッツァという別名で呼ばれるため、「世親」という名は専ら次男のことを指す。
当初説一切有部で出家、ピンドーラ（Piṇḍola、賓頭羅）に出会い、部派の空観を体得した。その後転向、弥勒（マイトレーヤ）から大乗仏教の思想を学んだ。

## 主な著作
- 『摂大乗論』（しょうだいじょうろん）
- 『顕揚聖教論』（けんようしょうぎょうろん、梵: Śāsanasphūrti [4][5])
- 『大乗阿毘達磨集論』（だいじょうあびだつまじゅうろん）
- 『順中論義入大般若波羅蜜経初品法門』（じゅんちゅうろんぎにゅうだいはんにゃはらみつきょうしょぼんほうもん）-※『順中論』と略される。
- 『六門教授習定論』（ろくもんきょうじゅしゅうじょうろん）
- 『金剛般若論』（こんごうはんにゃろん）
- 『大乗荘厳経論』[6]（だいじょうしょうごんきょうろん）- ※漢訳では無著作とされるが、チベット語訳では韻文が弥勒作で散文は世親作とされる。